# آبانتیادس
آبانتیادس (نام علمی: Abantiades) نام یک سرده از تیره شبح‌بیدان است. آبانتیادس یک جنس از شاپرک‌ها از خانواده شبح بیدان می‌باشد این جنس دارای ۱۴ گونه مختلف است. همه گونه‌های شناخته شده در استرالیاهستند. پهنای بال این گروه بالای ۱۶۰ میلی‌متر است. لاروهای آن بر روی درختان اوکالیپتوس زندگی می‌کنند. شاپرک پیندی یک گونه از این جنس می‌باشد که در جنگل‌های تاسمانی زندگی می‌کند.